# Campeonato Mundial de Halterofilismo de 2023 - Até 102 kg masculino
A categoria até 102 kg masculino foi um evento do Campeonato Mundial de Halterofilismo de 2023, disputado em Riade, na Arábia Saudita, nos dias 13 e 14 de setembro de 2023.

## Calendário
Horário local (UTC+3)
| Dia            | Horário | Fase    |
| -------------- | ------- | ------- |
| 13 de setembro | 09:00   | Grupo D |
| 13 de setembro | 21:30   | Grupo C |
| 14 de setembro | 11:30   | Grupo B |
| 14 de setembro | 19:00   | Grupo A |

## Medalhistas
| Evento    | Ouro                      | Ouro   | Prata                  | Prata  | Bronze                    | Bronze |
| --------- | ------------------------- | ------ | ---------------------- | ------ | ------------------------- | ------ |
| Arranque  | Yauheni Tsikhantsou (ANA) | 183 kg | Garik Karapetyan (ARM) | 183 kg | Jang Yeon-hak (KOR)       | 182 kg |
| Arremesso | Liu Huanhua (CHN)         | 224 kg | Fares El-Bakh (QAT)    | 218 kg | Jang Yeon-hak (KOR)       | 217 kg |
| Total     | Liu Huanhua (CHN)         | 404 kg | Jang Yeon-hak (KOR)    | 399 kg | Yauheni Tsikhantsou (ANA) | 394 kg |

## Recordes
Antes desta competição, o recorde mundial da prova era o seguinte:
| Recorde         | Tipo      | Atleta         | Peso   | Local | Data                  |
| Recorde Mundial | Arranque  | Padrão mundial | 191 kg |       | 1 de novembro de 2018 |
| Recorde Mundial | Arremesso | Padrão mundial | 231 kg |       | 1 de novembro de 2018 |
| Recorde Mundial | Total     | Padrão mundial | 412 kg |       | 1 de novembro de 2018 |

## Resultado
Os resultados foram os seguintes.
| Pos.              | Atleta                        | Grupo | Arranque (kg) | Arranque (kg) | Arranque (kg) | Arranque (kg)     | Arremesso (kg) | Arremesso (kg) | Arremesso (kg) | Arremesso (kg)    | Total      |
| Pos.              | Atleta                        | Grupo | 1             | 2             | 3             | Resultado         | 1              | 2              | 3              | Resultado         | Total      |
| ----------------- | ----------------------------- | ----- | ------------- | ------------- | ------------- | ----------------- | -------------- | -------------- | -------------- | ----------------- | ---------- |
| Medalha de ouro   | Liu Huanhua (CHN)             | A     | 171           | 176           | 180           | 4                 | 215            | 221            | 224            | Medalha de ouro   | 404        |
| Medalha de prata  | Jang Yeon-hak (KOR)           | B     | 178           | 182           | 182           | Medalha de bronze | 210            | 217            | 221            | Medalha de bronze | 399        |
| Medalha de bronze | Yauheni Tsikhantsou (ANA)     | A     | 175           | 179           | 183           | Medalha de ouro   | 211            | 217            | 217            | 9                 | 394        |
| 4                 | Samvel Gasparyan (ARM)        | A     | 178           | 183           | 184           | 6                 | 216            | 222            | 222            | 5                 | 394        |
| 5                 | Garik Karapetyan (ARM)        | A     | 175           | 183           | 183 JWR       | Medalha de prata  | 210            | 217            | 217            | 12                | 393 JWR    |
| 6                 | Irakli Chkheidze (GEO)        | B     | 170           | 175           | 179           | 9                 | 210            | 216            | 221            | 4                 | 391        |
| 7                 | Fares El-Bakh (QAT)           | A     | 170           | 174           | 176           | 15                | 218            | 223            | 223            | Medalha de prata  | 388        |
| 8                 | Don Opeloge (SAM)             | B     | 166           | 171           | 175           | 12                | 208            | 215            | 220            | 6                 | 386        |
| 9                 | Reza Dehdar (IRI)             | A     | 173           | 179           | 179           | 10                | 213            | 218            | 222            | 7                 | 386        |
| 10                | Jhonatan Rivas (COL)          | C     | 165           | 175           | 175           | 8                 | 200            | 207            | 207            | 16                | 382        |
| 11                | Yasser Salem (EGY)            | A     | 168           | 169           | 169           | 17                | 206            | 209            | 213            | 8                 | 382        |
| 12                | Artūrs Plēsnieks (LAT)        | A     | 169           | 173           | —             | 11                | 206            | 208            | 212            | 14                | 381        |
| 13                | Ryunosuke Mochida (JPN)       | B     | 165           | 170           | 173           | 14                | 200            | 210            | 215            | 10                | 380        |
| 14                | Sharofiddin Amriddinov (UZB)  | C     | 170           | 170           | 177           | 7                 | 195            | 202            | 206            | 21                | 379        |
| 15                | Arsen Kasabijew (POL)         | A     | 165           | 169           | 172           | 16                | 210            | 220            | 220            | 11                | 379        |
| 16                | Bekdoolot Rasulbekov (KGZ)    | B     | 163           | 168           | 173           | 18                | 208            | 214            | 218            | 13                | 376        |
| 17                | Hussein Al-Badrawi (IRQ)      | C     | 162           | 166           | 170           | 13                | 198            | 205            | 213            | 18                | 375        |
| 18                | Döwranbek Hasanbaýew (TKM)    | B     | 176           | 178           | 181           | 5                 | 190            | 195            | 202            | 26                | 373        |
| 19                | Juan Zaldívar (CUB)           | C     | 158           | 163           | 166           | 19                | 200            | 206            | 210            | 17                | 372        |
| 20                | Artur Mugurdumov (ISR)        | C     | 155           | 160           | 164           | 20                | 195            | 200            | 205            | 19                | 369        |
| 21                | Daniel Goljasz (POL)          | C     | 159           | 160           | 164           | 21                | 200            | 205            | 206            | 23                | 364        |
| 22                | Junior Ngadja Nyabeyeu (CMR)  | D     | 153           | 159           | 161           | 23                | 196            | 202            | 206            | 20                | 363        |
| 23                | Rasoul Motamedi (IRI)         | D     | 145           | 151           | 157           | 25                | 185            | 192            | 201            | 22                | 358        |
| 24                | Taniela Rainibogi (FIJ)       | C     | 160           | 160           | 164           | 24                | 190            | 195            | 203            | 25                | 355        |
| 25                | Antonio Govea (MEX)           | C     | 155           | 162           | 166           | 22                | 188            | 196            | 196            | 29                | 350        |
| 26                | Ali Shukurlu (AZE)            | C     | 157           | 162           | 165           | 26                | 185            | 193            | 199            | 28                | 350        |
| 27                | Irmantas Kačinskas (LTU)      | D     | 151           | 156           | 160           | 27                | 177            | 182            | 187            | 33                | 338        |
| 28                | Hannes Keskitalo (FIN)        | D     | 143           | 148           | 148           | 32                | 180            | 188            | 193            | 27                | 336        |
| 29                | Joshua Uikilifi (TGA)         | D     | 140           | 145           | 150           | 28                | 175            | 180            | 185            | 31                | 335        |
| 30                | Joen Vikingsson Sjöblom (SWE) | D     | 150           | 150           | 150           | 29                | 176            | 182            | 185            | 32                | 335        |
| 31                | Stefan Ågren (SWE)            | D     | 145           | 145           | 151           | 31                | 185            | 191            | 191            | 30                | 330        |
| 32                | Jacob Diakovasilis (DEN)      | D     | 142           | 146           | 149           | 30                | 178            | 185            | 190            | 33                | 324        |
| 33                | Ruben Burger (RSA)            | D     | 135           | 140           | 140           | 33                | 168            | 174            | 175            | 36                | 310        |
| 34                | Thomas Wilbur (VAN)           | D     | 128           | 128           | 133           | 34                | 164            | 170            | 175            | 35                | 308        |
| 35                | Mohammad Al-Ruweai (KUW)      | D     | 115           | 123           | 130           | 35                | 150            | 160            | 160            | 37                | 273        |
| —                 | Jhohan Sanguino (VEN)         | C     | 165           | 165           | 165           | —                 | 195            | 201            | 207            | 15                | —          |
| —                 | Siarhei Sharankou (ANA)       | B     | 172           | 172           | 172           | —                 | 195            | 200            | 208            | 24                | —          |
| —                 | Aymen Touairi (ALG)           | A     | 170           | 170           | 171           | —                 | —              | —              | —              | —                 | —          |
| —                 | Chen Po-jen (TPE)             | C     | 175           | 175           | 180           | —                 | —              | —              | —              | —                 | —          |
| —                 | Ryan Sester (USA)             | B     | 160           | 160           | 160           | —                 | —              | —              | —              | —                 | —          |
| —                 | Aymen Bacha (TUN)             | B     | 170           | 173           | 176           | —                 | —              | —              | —              | —                 | —          |
| —                 | Tudor Bratu (MDA)             | B     | —             | —             | —             | —                 | —              | —              | —              | —                 | —          |
| —                 | Jin Yun-seong (KOR)           | B     | —             | —             | —             | —                 | —              | —              | —              | —                 | —          |
| —                 | Lesman Paredes (BHR)          | D     | —             | —             | —             | —                 | —              | —              | —              | —                 | —          |
| —                 | Matthäus Hofmann (GER)        | D     | —             | —             | —             | —                 | —              | —              | —              | —                 | —          |
| —                 | Luis Lamenza (PUR)            | D     | —             | —             | —             | —                 | —              | —              | —              | —                 | —          |
| —                 | Vasil Marinov (BUL)           | D     | —             | —             | —             | —                 | —              | —              | —              | —                 | —          |
| —                 | Marcos Ruiz (ESP)             | D     | —             | —             | —             | —                 | —              | —              | —              | —                 | —          |
| —                 | Ahmed Abuzriba (LBA)          | D     | —             | —             | —             | —                 | —              | —              | —              | —                 | —          |
| —                 | David Fischerov (BUL)         | D     | Não largou    | Não largou    | Não largou    | Não largou        | Não largou     | Não largou     | Não largou     | Não largou        | Não largou |